# Bloedbad van Verden

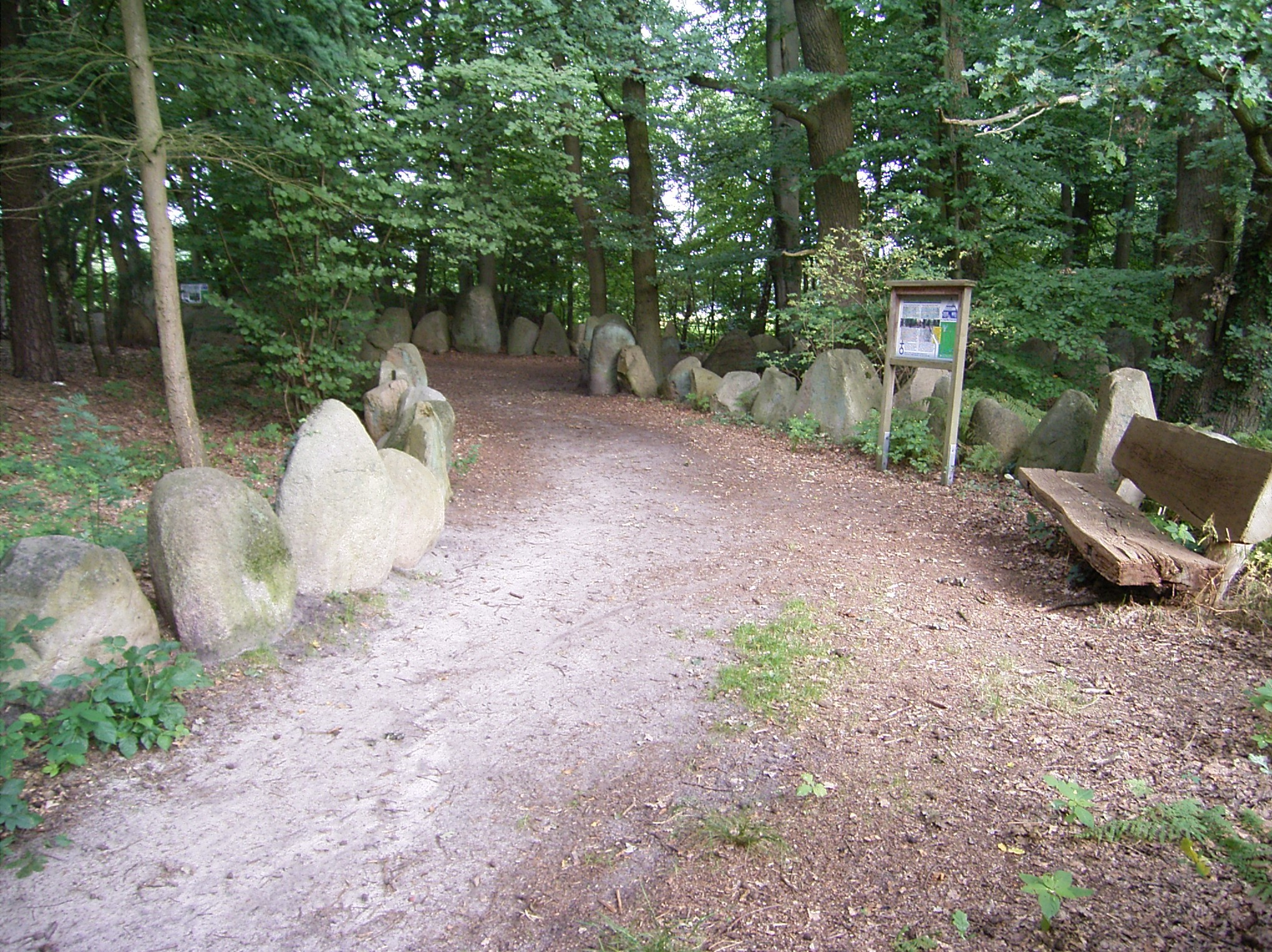
Het Sachsenhain-monument ter gedachtenis aan het bloedbad in Verden aan de Aller in de Duitse deelstaat Nedersaksen.

Het Bloedbad van Verden (ook Bloedgericht van Verden) vond in het jaar 782 bij Verden aan de Duitse rivier de Aller plaats. Duizenden gevangengenomen Saksen werden tijdens de Saksenoorlogen in opdracht van Karel de Grote onthoofd. Deze Saksen hadden zich verzet tegen de Frankische aanvallen op hun grondgebied. Ook stonden zij vijandig tegenover pogingen hen al of niet gedwongen tot het Christendom te bekeren. Over het exacte aantal slachtoffers verschillen historici van mening. Doorgaans wordt gesproken van 4.500 terechtgestelden.
Sommige geleerden hebben geprobeerd om Karel de Grote van dit bloedbad vrij te pleiten, maar deze pogingen worden over het algemeen verworpen. Het bloedbad werd van betekenis onder invloed van het Duitse nationalisme in de vroege 20e eeuw, culminerend in de  herdenking ervan in nazi-Duitsland. In 1935 ontwierp de landschapsarchitect Wilhelm Hübotter een gedenkteken, dat bekend kwam te staan als Sachsenhain. Het werd gebouwd op een mogelijke locatie van het bloedbad nabij Dauelsen, gemeente Verden.